# Rings (álbum)
Rings es el segundo y último álbum de estudio del cantante estadounidense Reuben Howell. Fue publicado en junio de 1974 por el sello discográfico Motown.

## Lanzamiento
Rings fue publicado en junio de 1974 a través del sello Motown y se convirtió en el segundo y último álbum de estudio de Reuben Howell. Se publicó como un LP de vinilo y contenía cinco canciones en cada lado del disco. Al igual que su lanzamiento de estudio anterior, Rings no se posicionó en las listas musicales de Billboard, particularmente la lista Top LP's & Tape.

## Promoción

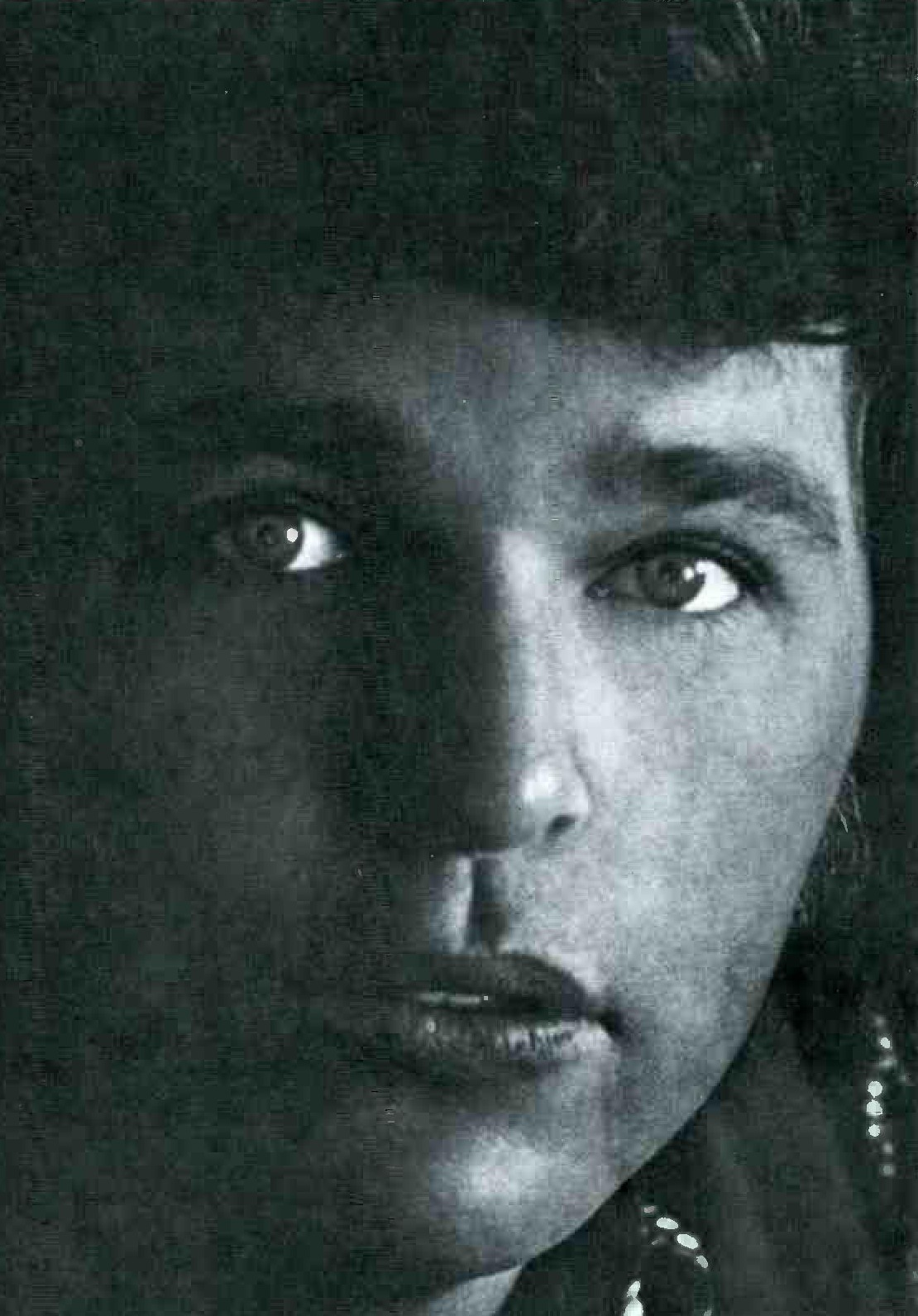
Fotografía promocional de Howell en 1974. La misma foto se utiliza en la portada del álbum.

Rings incluía dos sencillos. El primero en ser publicado fue la canción que da nombre al álbum en mayo de 1974. «Rings» se convirtió en el único sencillo de Howell en posicionarse en la lista Billboard, alcanzando el número 86 en la lista Hot 100. También alcanzó el número 88 en la lista Top 100 Singles de la revista Cash Box. Un escritor no especificado de Cash Box describió «Rings» como “una canción de pop rock muy bonita y relajada con unas letras y ganchos increíbles que hacen de este disco un ganador casi seguro”, elogiando “la excelente disposición de las cuerdas [que] ayudan enormemente la voz del artista y hace que la canción sea aún más emocionante”. El segundo sencillo lanzado fue «Constant Disappointment» en septiembre de 1974.

## Recepción de la crítica
Un escritor no especificado de la revista Cash Box declaró: “Reuben Howell es uno de los artistas más destacados de la música actual y su nuevo álbum de Motown es una indicación de sus diversos puntos fuertes, desde escribir hasta cantar con un estilo único. Es uno de los intérpretes más interesantes de escuchar desde el punto de vista de la interpretación lírica”. Un escritor no especificado de Billboard comentó: “Motown tiene su propio Jim Stafford, un artista novelesco, campestre y de yugo suave que podría llegar allí con material y merchandising sólidos”.

## Lista de canciones
| Lado uno |                                                      |                             |          |  |
| N.º      | Título                                               | Escritor(es)                | Duración |  |
| 1.       | «Rings»                                              | Eddie Reeves Alex Harvey    | 3:03     |  |
| 2.       | «I Believe (When I Fall in Love It Will Be Forever)» | Stevie Wonder Yvonne Wright | 3:39     |  |
| 3.       | «You Know Me»                                        | Paul Williams Kenny Ascher  | 3:22     |  |
| 4.       | «Constant Disappointment»                            | Lori Jacobs                 | 2:54     |  |
| 5.       | «I Am What I Am»                                     | Allen Toussaint             | 2:40     |  |

| Lado dos |                                      |                             |          |  |
| N.º      | Título                               | Escritor(es)                | Duración |  |
| 1.       | «Go Ahead and Have Your Fun»         | Terry Woodford Clayton Ivey | 2:33     |  |
| 2.       | «Walkin' in the Sun»                 | Jeff Barry                  | 3:10     |  |
| 3.       | «You Turn Me Around»                 | Barry Mann Cynthia Weil     | 2:54     |  |
| 4.       | «I'll Be Your Brother»               | Reuben Howell               | 3:13     |  |
| 5.       | «I'll Come and Get You Every Sunday» | Woodford Ivey               | 3:39     |  |

## Créditos y personal
Créditos adaptados desde las notas de álbum de Rings.
Músicos
- Reuben Howell – voz principal
- Clayton Ivey – teclados, guitarra, percusión, coros
- Lenny LeBlanc – bajo eléctrico
- Pete Carr – guitarra
- Roger Clark – batería
- Harrison Calloway – trompeta
- Harvey Thompson – saxofón tenor, flauta
- Ronnie Eades – saxofón barítono
- Charles Rose – trombón
- Terry Woodford – coros
- Mary Gresham – coros
- Barbara Wyrick – coros
- Jeanie Greene – coros